# Красное Знамя (Липецкая область)
Кра́сное Зна́мя — посёлок Коробовского сельсовета Грязинского района Липецкой области. Стоит на правом берегу реки Байгоры.
Образован в 1929 году выходцами из соседнего села Падворки. В это время в нём было 42 двора .
Назван в честь символа революции — красного знамени.

## Население
| 2009 | 2010 | 2013 |
| ---- | ---- | ---- |
| 15   | ↘9   | ↗10  |